# Михайловская церковь (Великий Листвен)
Михайловская церковь (укр. Михайлівська церква) — православный храм и памятник архитектуры национального значения в Великом Листвене.

## История
Постановлением Кабинета Министров УССР от 06.09.1979 № 442 «Про дополнение списка памятников градостроения и архитектуры Украинской ССР, которые находятся под охраной государства» («Про доповнення списку пам'яток містобудування і архітектури Української РСР, що перебувають під охороною держави») присвоен статус памятник архитектуры национального значения с охранным № 1773.
Установлена информационная доска.

## Описание
Михайловская церковь является примером оригинальной задумки и конструктивного решения не имеющего аналогов в каменной архитектуре Левобережной Украины.
Сооружена в 1742 году над поймой реки Дырчин (Крюкова) по заказу А. В. Дунина-Борковского. Самый поздний известный в Украине пример кладки из желобкового (так называемого литовского) кирпича.
В плане повторяет традиционный тип трёхдольного (трёхсрубного) храма. Центральный участок храма (9×9 м) перекрыт крестовым сводом толщиной в кирпич. Вместо светового купола имел высокий деревянный шатёр с маковкой. Внутреннее пространство освещалось большими в два яруса окнами. В 1855 году был перестроен: построены межэтажное перекрытие по балкам (окна появились на каждом ярусе) и полусферический купол на низком барабане, появились притворы (паперти с юга и севера), к бабинцу пристроен 4-колонный портик тосканского ордера с треугольным фронтоном.
Кирпичный, трёхдольный (трёхсрубный) храм, состоящий из бабинца (притвора), нефа и алтаря, расположенных по оси запад—восток. Фасад украшен многопрофильным карнизом в первоначальном стиле барокко. Неф завершает полусферический купол на низком барабане. Вход украшен 4-колонным портиком тосканского ордера, венчающийся треугольным фронтоном.
Церковь была передана религиозной общине. До 2012 года церковь была в полуразрушенном состоянии. В период 2012-2017 годы отреставрирована и отстроена (в частности, возобновлён купол на барабане), вновь освящена и возобновилось богослужение.